# Geometría del espacio

Cuerpos geométricos o figuras geométricas «sólidas» que delimitan volúmenes.

La geometría del espacio (también llamada geometría espacial) es la rama de la geometría que se encarga del estudio de las figuras geométricas voluminosas que ocupan un lugar en el espacio; estudia las propiedades y medidas de las figuras geométricas en el espacio tridimensional o espacio euclídeo. Entre estas figuras, también llamadas sólidos, se encuentran el cono, el cubo, el cilindro, la pirámide, la esfera, el prisma, los poliedros regulares (los sólidos platónicos, convexos, y los sólidos de Kepler-Poinsot, no convexos) y otros poliedros.
La geometría del espacio amplía y refuerza las proposiciones de la geometría plana, y es la base fundamental de la trigonometría esférica, la geometría analítica del espacio, la geometría descriptiva y otras ramas de las matemáticas. Se usa ampliamente en matemáticas, en ingeniería y en ciencias naturales.

## Cuerpos geométricos
Llamamos cuerpos geométricos a las figuras que se han de representar en el espacio tridimensional. Los cuerpos geométricos ocupan siempre un espacio.
La geometría espacial se basa en un sistema formado por tres ejes (X,Y,Z):
- Ortogonales (perpendiculares 2 a 2)
- Normalizados (las longitudes de los vectores básicos de cada eje son iguales).
- Dextrógiros (el tercer eje es producto vectorial de los otros dos).

## Clases de sólidos
Estos cuerpos pueden ser de dos clases:
- Poliedros, sólidos que tienen todas las caras planas.
  - Sólidos platónicos
  - Prismas
  - Pirámides
- No poliedros o cuerpos redondos, aquellos sólidos que tienen al menos una cara de superficie curva.
  - Esferas
  - Cilindros
  - Toros
  - Conos

## Propiedades
Los sólidos tienen propiedades, como:
- Volumen
- Área de la superficie

Así mismo, los cuerpos que están huecos pueden albergar en su interior otros cuerpos en una cantidad que recibe el nombre de capacidad. Existe una relación directa entre la capacidad de un cuerpo y el volumen que este ocupa.